# Punch Powerglide
Dumarey Powerglide Strasbourg S.A.S est spécialisé dans la conception et fabrication de boîtes de vitesse automatiques et de composants automobiles. Site appartenant jusqu'en 2013 au groupe General Motors, alors en profonde restructuration, il a été repris par l'industriel belge Guido Dumarey (en) sans suppression d'emplois et avec la signature d'un accord de production sous licence de transmissions pour le numéro un mondial ZF Friedrichshafen,. Cumulant fin 2017, intérimaires compris, un effectif de près de 1 000 collaborateurs, il s'agit du premier employeur du bassin industriel de Strasbourg.
Le site de Dumarey Powerglide Strasbourg regroupe sur un même lieu : un pôle Développement, un pôle Corporate Services et un pôle industriel, avec notamment une fonderie d'aluminium sous pression.

## Histoire
L'usine a été construite en 1967 par le constructeur automobile américain General Motors qui en a été propriétaire jusqu'en 2013 puis reprise par le belge Dumarey. Lors de cette reprise, 232 000 000 € ont été investis, pour la création d'une nouvelle ligne de production dédiée à la boîte 8 vitesses pour le compte de l'équipementier allemand ZF.
En 2015, Dumarey Powerglide a ouvert une filiale à Tianjin, en Chine, afin de renforcer sa présence sur le marché chinois et être au plus près de ses partenaires et clients du secteur automobile. 
En 2017, le centre de recherche et développement du site met au point une transmission automatique électrifiée visant à équiper les véhicules hybrides. Cette électrification de la boîte de vitesses à 6 rapports est notamment destinée au marché chinois, dont les constructeurs sont continuellement assujettis à une réglementation plus stricte pour la consommation de carburant et des émissions de CO2.
En 2018, un brevet a été déposé, portant sur un projet de DHT, Dedicated Hybrid Transmission, développé par Dumarey Powerglide Strasbourg. Cette nouvelle transmission permettra d'équiper des véhicules hybrides.
En octobre 2022,  Dumarey Powerglide annonce un investissement de 40 000 000 € pour la fabrication de pignons et d'arbres pour axes électriques, à la suite d'un contrat de production signé en septembre avec Nidec PSA E-Motors (coentreprise entre Stellantis et Nidec).

## Production
Dumarey Powerglide Strasbourg produit et commercialise des boîtes de vitesses automatiques 6 rapports, avec ou sans la fonction Stop & Start, adaptées aux voitures à propulsion ou quatre roues motrices. 
Depuis juillet 2014, DPS fabrique pour l’équipementier allemand ZF une boîte automatique de nouvelle génération à 8 rapports. Les transmissions 8HP sont montées sur des véhicules haut de gamme à propulsion ou 4 roues motrices pour BMW. 
Dumarey Powerglide développe les nouvelles technologies de transmissions telles que l’e-Drive, la DHT (Dedicated Hybrid Transmission) ou la DFT (Dual Flow Transmission).  
L’entreprise est engagée dans une démarche d’évolution vers l'industrie 4.0. Ont notamment déjà été mis en place des robots collaboratifs, des engins de manutention autonome, dit AGV ou la dématérialisation des documents aux postes de travail. 

## Clients
100% de la production de Dumarey Powerglide est exportée dans le monde entier. 
Les clients principaux de l’entreprise sont : ZF, General Motors, (Cadillac, Holden, Chevrolet), BMW, SAIC, Mahindra et ChangAn, UAZ

## Services
Dumarey Powerglide Strasbourg propose également des prestations en ingénierie : conseil et assistance projet, calcul et conception, software et calibration, tests bruits et vibrations, …  